# 와타마에촌
와타마에촌(渡前村)은 야마가타현 히가시타가와군에 설치되었던 촌이다.